# Marine a Go-Go
Marine A Go-Go (それゆけまりんちゃん?, Soreyuke Marine-chan) è un'OAV hentai prodotto in Giappone nel 2001 dall'omonimo manga.
La serie animata è composta da tre episodi senza una vera e propria conclusione, prodotta dalla compagnia Pink Pineapple e Studio G-1 Neo, e distribuita dalla compagnia inglese Kitty Media. Il 22 febbraio 2005 è uscito il cofanetto DVD contenente i tre OAV.

## Trama
Marine Nonohara è una ingenua e spensierata studentessa che un giorno ha la sfortuna di cadere nel mirino del professore Narumi Narutaki come candidata per dare piacere agli uomini. Il dottore le fa infilare con l'inganno l'anello maledetto che gli permette, tramite il suono di un flauto, di farle indossare come per magia ogni genere di divisa e vestito, a seconda della situazione. La ragazza ha il difficile compito di raccogliere lo sperma dei migliori 100 uomini del Giappone che verrà poi congelato e preservato per un futuro radioso. Ad aiutarla nell'impresa è Pon-chan, una tartaruga-robot rosa che può rimpicciolirsi fino a nascondersi nell'intimità della ragazza e raccogliere lo sperma, preservando tra l'altro la verginità di Marine.
Ben presto però gli imprevisti arrivano. La collega nonché amante del professore, la dottoressa Marilyn, decide di creare un Sexaroid, un robot del sesso, di nome South Pole One. Il suo scopo è di vendicarsi dell'uomo che non si è mai accorto dei suoi sentimenti di amore.

## Doppiaggio
- Ruri Asano: Marine Nonohara
- Fumihiko Tachiki: Dr. Narumi Narutaki
- Miki Narahashi: Dr. Marilyn Willow
- Minami Nagasaki: Southpole 1
- Ai Uchikawa: Secretary
- Kazuki Yao: Dancer
- Kouichi Toochika: Young Man
- Shinji Kawada: Akira Fuse